# Nicole Melichar
Nicole Melichar (checo: Nicole Melicharová) es una jugadora de tenis estadounidense.
Melichar nació el 29 de julio de 1993 en Brno, República Checa, pero se mudó a Stuart, Florida con sus padres poco después de su nacimiento. Su hermana mayor, Jane, jugaba al tenis, y Melichar afirma haber tomado el deporte a solo 1 año de edad.
Melichar ha ganado dos singles y cinco títulos de dobles en el ITF gira en su carrera. El 24 de septiembre de 2012, alcanzó su mejor rankign en singles el cual fue el número 400 del mundo. El 3 de julio de 2017, alcanzó el puesto número 52 del mundo en el ranking de dobles.
Melichar compitió en el US Open 2012, la asociaciada con Brian Battistone, en dobles mixtos, después de haber ganado el Comodín Nacional  Playoffs.

## Vida privada
Actualmente es entrenada por Torsten Peschke. Los padres son Milan y Helena que trabajan en bienes raíces y su hermana, Jane, es enfermera especializada en pediatría. Siempre estuvo en el tenis desde una edad temprana, inspirada para comenzar a jugar por su hermana que era cinco años mayor. Todos los miembros de su familia juegan al tenis de forma recreativa, pero no a un nivel profesional. Al crecer, su ídolo del tenis era Kim Clijsters, la superficie favorita es el césped y el torneo favorito es Wimbledon. Habla inglés, checo y un poco de español.

## Título de Grand Slam

### Dobles

#### Finalista (2)
| Año  | Torneo            | Pareja        | Oponentes en la final                 | Resultado     |
| 2018 | Wimbledon         | Květa Peschke | Barbora Krejčíková Kateřina Siniaková | 4-6, 6-4, 0-6 |
| 2020 | Abierto de EE.UU. | Xu Yifan      | Laura Siegemund Vera Zvonareva        | 4-6, 4-6      |

### Dobles mixto

#### Títulos (1)
| Año  | Torneo    | Pareja         | Oponentes en la final          | Resultado   |
| 2018 | Wimbledon | Alexander Peya | Victoria Azarenka Jamie Murray | 7-6(1), 6-3 |

## Títulos WTA (14; 0+15)

### Dobles (15)
| Leyenda                                |
| -------------------------------------- |
| Grand Slam (0)                         |
| WTA Finals (0)                         |
| P. Mandatory & Premier 5, WTA 1000 (0) |
| Premier, WTA 500 (9)                   |
| International, WTA 250 (6)             |

| N.º | Fecha                    | Torneo      | Superficie    | Pareja             | Oponentes en la final               | Resultado        |
| --- | ------------------------ | ----------- | ------------- | ------------------ | ----------------------------------- | ---------------- |
| 1.  | 27 de mayo de 2017       | Núremberg   | Tierra batida | Anna Smith         | Kirsten Flipkens Johanna Larsson    | 3-6, 6-3, [11-9] |
| 2.  | 4 de mayo de 2018        | Praga       | Tierra batida | Květa Peschke      | Mihaela Buzărnescu Lidziya Marozava | 6-4, 6-2         |
| 3.  | 14 de octubre de 2018    | Tianjin     | Dura          | Květa Peschke      | Monique Adamczak Jessica Moore      | 6-4, 6-2         |
| 4.  | 5 de enero de 2019       | Brisbane    | Dura          | Květa Peschke      | Hao-Ching Chan Yung-Jan Chan        | 6-1, 6-1         |
| 5.  | 4 de agosto de 2019      | San José    | Dura          | Květa Peschke      | Shuko Aoyama Ena Shibahara          | 6-4, 6-4         |
| 6.  | 15 de septiembre de 2019 | Zhengzhou   | Dura          | Květa Peschke      | Yanina Wickmayer Tamara Zidanšek    | 6-1, 7-6(2)      |
| 7.  | 17 de enero de 2020      | Adelaida    | Dura          | Xu Yifan           | Gabriela Dabrowski Darija Jurak     | 2-6, 7-5, [10-5] |
| 8.  | 26 de septiembre de 2020 | Estrasburgo | Tierra batida | Demi Schuurs       | Hayley Carter Luisa Stefani         | 6-4, 6-3         |
| 9.  | 5 de marzo de 2021       | Doha        | Dura          | Demi Schuurs       | Monica Niculescu Jeļena Ostapenko   | 6-2, 2-6, [10-8] |
| 10. | 11 de abril de 2021      | Charleston  | Tierra batida | Demi Schuurs       | Marie Bouzková Lucie Hradecká       | 6-2, 6-4         |
| 11. | 21 de mayo de 2022       | Estrasburgo | Tierra batida | Daria Gavrilova    | Lucie Hradecká Sania Mirza          | 5-7, 7-5, [10-6] |
| 12. | 27 de agosto de 2022     | Cleveland   | Dura          | Ellen Perez        | Anna Danilina Aleksandra Krunić     | 7-5, 6-3         |
| 13. | 3 de marzo de 2024       | San Diego   | Dura          | Ellen Perez        | Desirae Krawczyk Jessica Pegula     | 6-1, 6-2         |
| 14. | 29 de junio de 2024      | Bad Homburg | Hierba        | Ellen Perez        | Chan Hao-ching Veronika Kudermetova | 4-6, 6-3, [10-8] |
| 15. | 22 de septiembre de 2024 | Seúl        | Dura          | Liudmila Samsonova | Miyu Kato Shuai Zhang               | 6-1, 6-0         |

#### Finalista (26)
| N.º | Fecha                    | Torneo            | Superficie        | Pareja             | Oponentes en la final                 | Resultado           |
| --- | ------------------------ | ----------------- | ----------------- | ------------------ | ------------------------------------- | ------------------- |
| 1.  | 18 de octubre de 2015    | Tianjin           | Dura              | Darija Jurak       | Xu Yifan Saisai Zheng                 | 2-6, 6-3, [8-10]    |
| 2.  | 5 de marzo de 2017       | Kuala Lumpur      | Dura              | Makoto Ninomiya    | Ashleigh Barty Casey Dellacqua        | 6-7(5), 3-6         |
| 3.  | 30 de abril de 2017      | Estambul          | Tierra batida     | Elise Mertens      | Dalila Jakupović Nadia Kichenok       | 6-7(6), 2-6         |
| 4.  | 20 de octubre de 2017    | Moscú             | Dura (i)          | Anna Smith         | Tímea Babos Andrea Hlaváčková         | 2-6, 6-3, [3-10]    |
| 5.  | 29 de abril de 2018      | Stuttgart         | Tierra batida (i) | Květa Peschke      | Raquel Atawo Anna-Lena Grönefeld      | 4-6, 7-6(5), [5-10] |
| 6.  | 14 de julio de 2018      | Wimbledon         | Hierba            | Květa Peschke      | Barbora Krejčíková Kateřina Siniaková | 4-6, 6-4, 0-6       |
| 7.  | 3 de mayo de 2019        | Praga             | Tierra batida     | Květa Peschke      | Anna Kalinskaya Viktória Kužmová      | 6-4, 5-7, [7-10]    |
| 8.  | 25 de mayo de 2019       | Núremberg         | Tierra batida     | Sharon Fichman     | Gabriela Dabrowski Xu Yifan           | 6-4, 6-7(5), [5-10] |
| 9.  | 29 de agosto de 2020     | Cincinnati        | Dura              | Xu Yifan           | Květa Peschke Demi Schuurs            | 1-6, 6-4, [4-10]    |
| 10. | 11 de septiembre de 2020 | Abierto de EE.UU. | Dura              | Xu Yifan           | Laura Siegemund Vera Zvonareva        | 4-6, 4-6            |
| 11. | 20 de junio de 2021      | Berlín            | Hierba            | Demi Schuurs       | Victoria Azarenka Aryna Sabalenka     | 6-4, 5-7, [4-10]    |
| 12. | 26 de junio de 2021      | Eastbourne        | Hierba            | Demi Schuurs       | Shuko Aoyama Ena Shibahara            | 1-6, 4-6            |
| 13. | 14 de agosto de 2022     | Toronto           | Dura              | Ellen Perez        | Cori Gauff Jessica Pegula             | 4-6, 7-6(5), [5-10] |
| 14. | 20 de agosto de 2022     | Cincinnati        | Dura              | Ellen Perez        | Lyudmyla Kichenok Jeļena Ostapenko    | 6-7(5), 3-6         |
| 15. | 25 de septiembre de 2022 | Tokio (Pacífico)  | Dura              | Ellen Perez        | Gabriela Dabrowski Giuliana Olmos     | 4-6, 4-6            |
| 16. | 2 de octubre de 2022     | Tallin            | Dura (i)          | Laura Siegemund    | Lyudmyla Kichenok Nadiia Kichenok     | 5-7, 6-4, [7-10]    |
| 17. | 5 de marzo de 2023       | Austin            | Dura              | Ellen Perez        | Erin Routliffe Aldila Sutjiadi        | 4-6, 6-3, [8-10]    |
| 18. | 23 de abril de 2023      | Stuttgart         | Tierra batida (i) | Giuliana Olmos     | Demi Schuurs Desirae Krawczyk         | 4-6, 1-6            |
| 19. | 1 de julio de 2023       | Eastbourne        | Hierba            | Ellen Perez        | Desirae Krawczyk Demi Schuurs         | 2-6, 4-6            |
| 20. | 19 de agosto de 2023     | Cincinnati        | Dura              | Ellen Perez        | Alycia Parks Taylor Townsend          | 7-6(1), 4-6, [6-10] |
| 21. | 26 de agosto de 2023     | Cleveland         | Dura              | Ellen Perez        | Miyu Kato Aldila Sutjiadi             | 4-6, 7-6(4), [8-10] |
| 22. | 6 de noviembre de 2023   | Cancún            | Dura              | Ellen Perez        | Laura Siegemund Vera Zvonareva        | 4-6, 4-6            |
| 23. | 4 de febrero de 2024     | Linz              | Dura (i)          | Ellen Perez        | Sara Errani Jasmine Paolini           | 5-7, 6-4, [7-10]    |
| 24. | 24 de febrero de 2024    | Dubái             | Dura              | Ellen Perez        | Storm Hunter Kateřina Siniaková       | 4-6, 2-6            |
| 25. | 20 de octubre de 2024    | Ningbo            | Dura              | Ellen Perez        | Demi Schuurs Yuan Yue                 | 3-6, 3-6            |
| 26. | 14 de junio de 2025      | 's-Hertogenbosch  | Hierba            | Liudmila Samsonova | Irina Khromacheva Fanny Stollar       | 5-7, 3-6            |

## Títulos WTA 125s (1; 0+1)

### Dobles (1)
| N.º | Fecha               | Torneos     | Superficie | Pareja              | Oponentes                                | Resultado |
| --- | ------------------- | ----------- | ---------- | ------------------- | ---------------------------------------- | --------- |
| 1.  | 18 de marzo de 2016 | San Antonio | Dura       | Anna-Lena Grönefeld | Klaudia Jans-Ignacik Anastasia Rodionova | 6-1, 6-3  |